# آزونو دو آستی
آزونو دو آستی (به ایتالیایی: Azzano d'Asti) یک کومونه در ایتالیا است که در استان آسته واقع شده‌است.

## خصوصیات
آزونو دو آستی ۶٫۴ کیلومترمربع مساحت و ۳۹۰ نفر جمعیت دارد.